# Gene Tsudik
Gene Tsudik és un enginyer informàtic, professor distingit d'informàtica a la Universitat de Califòrnia a Irvine (UCI).
Va obtenir el seu doctorat en Informàtica per la USC l'any 1991, amb Deborah Estrin com a directora de tesi. Posteriorment, va ser investigador a l'IBM Zurich Research Laboratory (1991–1996) i a l'Institut de Ciències de la Informació (1996–2000). Tsudik és un estudiós de Fulbright, especialista en Fulbright (tres vegades), membre d'ACM, IEEE, AAAS i IFIP i membre estranger de l'Acadèmia Europaea. Del 2009 al 2015 va exercir com a redactor en cap d'ACM Transactions on Information and Systems Security (TISSEC), que el 2016 va passar a denominar-se ACM Transactions on Privacy and Security (TOPS). Va rebre el premi ACM SIGSAC a la contribució destacada 2017, el premi Jean-Claude Laprie IFIP 2020 i el premi a la innovació excepcional ACM SIGSAC 2023. És el destinatari d'una beca Guggenheim 2024 (l'única en informàtica). És membre del consell assessor de Cybercat, el Centre de recerca en ciberseguretat de Catalunya.